# Bramatherium
Bramatherium  es un género extinto de jiráfido en estado fósil encontrado en Asia, desde la India hasta Turquía. Vivió durante el Mioceno Tardío. Llegaba a tener una longitud de 3,4 m, una altura de 2,3 m y un peso de 450 kg. Está emparentado con Sivatherium, un género de mayor tamaño.

## Etimología

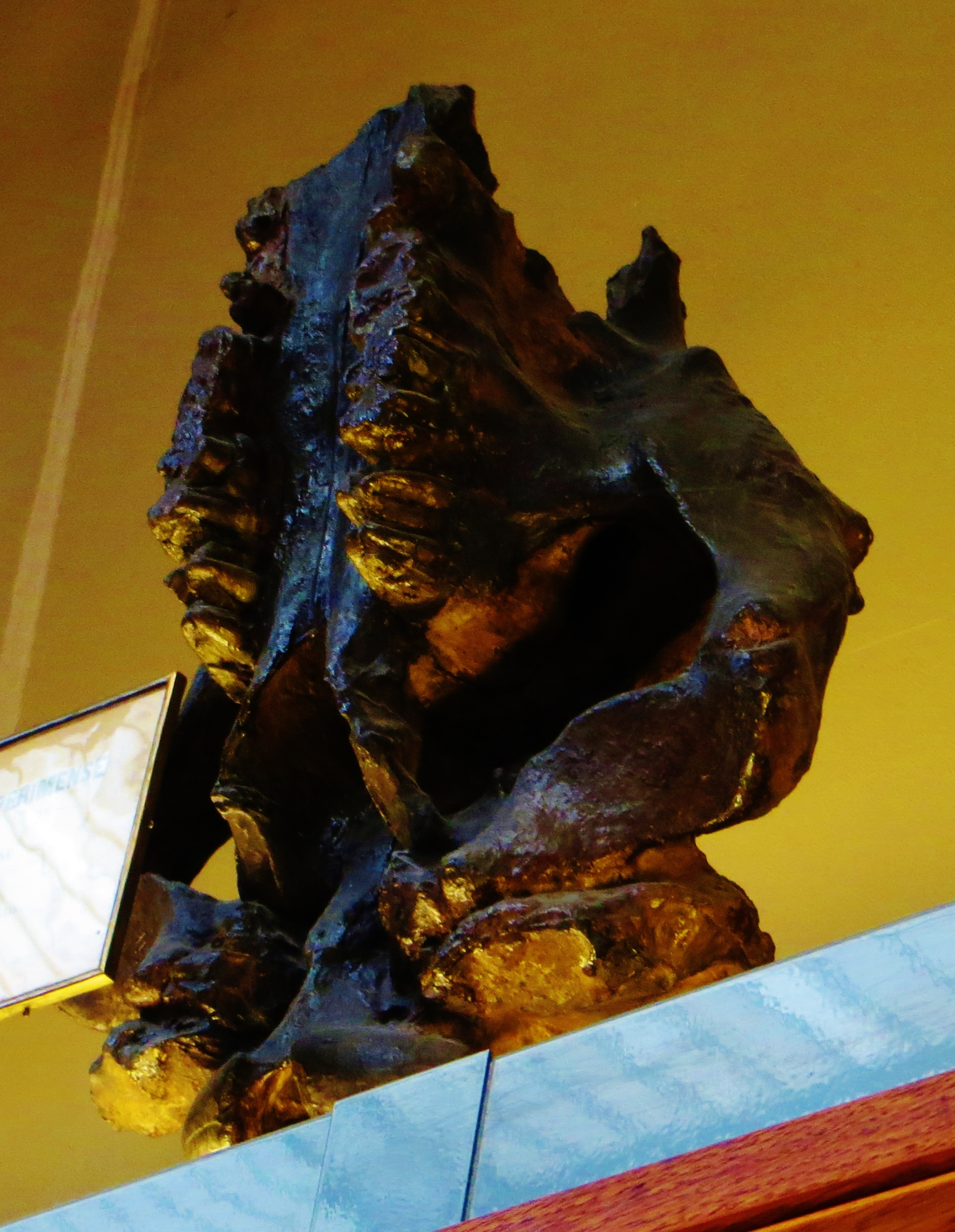
Cráneo de Bramatherium perimense.

La primera parte del nombre genérico, Brahma (sánscrito masculino brahman-, nominativo brahmā (ब्रह्मा), hace referencia al dios hindú de la creación. La segunda parte, therium, es un término en latín que proviene de la palabra griega θηρίον (transcrita en caracteres latinos como therion), que significa 'bestia'.

## Descripción
Bramatherium fue construido de manera muy similar a Sivatherium. En vida se habría parecido a un okapi corpulento y contaba con cinco osiconos, de los cuales los dos anteriores eran grandes hasta el punto de que, posiblemente, oficiaran como los cuernos de muchos mamíferos actuales. Los tres osiconos posteriores eran más pequeños.